# Plac Piotra Szembeka w Warszawie
Plac Piotra Szembeka – plac w dzielnicy Pradze-Południe w Warszawie, znajdujący się u zbiegu ulic: Grochowskiej, Kordeckiego, Zaliwskiego, Zamienieckiej, Sztuki i Chłopickiego.

## Opis
Plac został wytyczony w 1919 roku, jego patronem został gen. Piotr Szembek, który dowodził dywizjami wojsk polskich w 1831 roku.
15 września 1939 roku, w czasie obrony Warszawy, plac został opanowany przez Niemców. 
W latach 2011–2012 plac został poddany rewitalizacji, m.in. powstały tam fontanny i lampiony.

## Ważniejsze obiekty
- Kościół Najczystszego Serca Maryi Panny w Warszawie